# Slovní zásoba
Slovní zásoba (nebo také lexikum) představuje soubor všech slov a slovních spojení (lexikálních jednotek, lexémů), která se vyskytují v jednom konkrétním jazyce nebo která v daném jazyce zná jeden konkrétní jedinec (individuální slovní zásoba).
Do aktivní slovní zásoby patří ta slova, která člověk používá při ústním i psaném projevu. Slovům z pasivní slovní zásoby člověk rozumí, ale sám je běžně nepoužívá.
Počet slov ve slovní zásobě se liší mezi jazyky i mezi lidmi. V češtině tvoří aktivní slovní zásobu u dospělého člověka asi 3000 – 10 000 slov. Pasivní slovní zásoba je obvykle 3–6x vyšší, pasivní slovník středoškolsky vzdělaného uživatele češtiny zahrnuje asi 50 000 slov.

## Proměny slovní zásoby
Slovní zásoba patří k nejméně stabilním prvkům jazyka. Vyvíjí se podle aktuálních potřeb mluvčích daného jazyka. K obohacování nebo změnám slovní zásoby dochází několika způsoby:
1. tvořením slov,
2. změnami slovního významu,
3. tvořením víceslovných pojmenování (kolokace),
4. krácením sousloví (univerbizací),
5. přejímáním z cizích jazyků,
6. překládáním z cizích jazyků (kalkováním).

### Slovotvorba
Nová slova se tvoří třemi základními způsoby:
- odvozováním (derivací) slov:
  - pomocí předpon – nemění slovní druh, nejčastěji se užívají u sloves (na-třít, pře-letět), méně u jmen (pra-věk, pře-těžký); slouží k tvoření záporu (ne-přítel, ne-jedlý),
  - pomocí přípon: užívají se k přechylování (student - studentka), tvoření zdrobnělin (kočka – kočička), jmen hromadných (obyvatel – obyvatelstvo), činitelských (odvozených od sloves – spisovat - spisovatel) a konatelských (odvozených od podstatných jmen - jeřáb – jeřábník), obyvatelských (Evropa - Evrop-an), přivlastňovacích přídavných jmen (Petr – Petrův), sloves ze jmen (kralovat, zelenat), sloves z citoslovcí (houkat) atd.
  - pomocí koncovek: dobrý - dobro, list – listí-
  - pomocí předpon a přípon: pod-voz-ek, pří-střeš-ek,
  - pomocí předpon a koncovek: zá-pěst-í, pod-houb-í,
- skládáním (kompozicí) slov: ropovod, žáruvzdorný,
- tvořením zkratek a zkratkových slov.

### Změna slovního významu
Slovní význam se může měnit několika způsoby:
- prostá změna významu: obnášet (dříve nosit dokola, dnes častěji zahrnovat)
- rozšíření významu: limonáda (dříve pouze nápoj z citronové šťávy, dnes nápoj z ovocné šťávy)
- úžení významu: dobytek (dříve získané věci, dnes domácí skot)
- zhoršování významu: bulvární (dříve týkající se bulváru, dnes senzacechtivý)
- zlepšování významu: znamenitý (dříve hodný zaznamenání, dnes vynikající)
- zesílení významu (hyperbola): pekelně (velmi)
- zjemnění významu (eufemismus): zesnul (místo zemřel)
- metafora – přenášení významu na základě vnější nebo vnitřní podobnosti: čočka (optická), plášť (pneumatiky)
- metonymie – přenášení významu na základě souvislosti: sešla se celá vesnice (všichni obyvatelé vesnice), snědl dva talíře (obsah dvou talířů); zvláštním typem metonymie je synekdocha – pojmenování celku názvem části, části názvem celku: ani noha (nikdo), dvě neděle (dva týdny)

### Tvoření sousloví
Sousloví je víceslovné pojmenování, které nelze rozdělit do jednotlivých slov, aniž by se ztratil původní význam: vysoká pec, hladká mouka, stav beztíže. Specifickým typem sousloví jsou termíny (přívlastek neshodný, kyselina sírová, kočka domácí) a sousloví, vzniklá multiverbizací, tedy nahrazením jednoslovného výrazu souslovím: navštívit - vykonat návštěvu, prozkoumat - provést průzkum.

### Krácení sousloví
Univerbizace je slovotvorný proces, jímž se ze sousloví vytvoří jediné slovo: sanitní vůz - sanitka, zubní lékař - zubař. Takto vzniklá slova mají zpravidla hovorový charakter.

## Vrstvy ve slovní zásobě
Většinu slovní zásoby jazyka tvoří slova spisovná a tato slova je možné použít v různých oblastech. Jsou tedy slova neutrální s funkcí popisnou. Existují též slova, která kromě funkce popisné mají různé příznaky. Tyto příznaky jsou děleny do vrstev:
1. nespisovné útvary národního jazyka,
2. podle slohových příznaků,
3. podle časových příznaků,
4. podle jednotek expresivních,
5. podle cizích jednotek.

### Vrstvy lexikálních jednotek podle příslušnosti k nespisovných útvarům národního jazyka
Veškeré jednotky (slova) jsou příslušné k hovorovému lexiku.

#### 1. Rozdíly územní

##### Obecná čeština
Historický charakter interdialektu, avšak působením médií se rozšiřují. Obecně neomezené užívání některých lexikálních jednotek – chleba, kilo, kafe. Též jsou patrné i průniky do mluvené podoby spisovného jazyka (hovorové češtiny) – bál, dechovka, holka, kluk.

### Vrstvy jednotek lexikálních podle slohových příznaků

#### Stylová vrstva odborná
1. Jednoznačnost
2. Přesnost
3. Ustálenost, normalizovanost
4. Nosnost
5. Neexpresivnost

### Vrstva lexikálních jednotek podle časových příznaků

#### Pojmenování zastaralá

##### Archaismy
1. Jednotky zastarávající
2. Jednotky zastaralé

#### Pojmenování nová, neologismy
1. Neologismy neperspektivní
2. Okazionalismy
3. Autorská slova
4. Pojmenování etapová

### Vrstva lexikálních jednotek expresivních

#### Druhy expresivních příznaků dle kvality
U expresivních slov lze rozlišovat dva typy příznaků podle jejich kvality:

##### Příznak pozitivní
1. Důvěrná, familiérní slova, laudativa
2. Domácká slova, hypokoristika
3. Dětská slova
4. Eufemismy

##### Příznak záporný
1. Hanlivá, pejorativní slova
2. Zhrubělá slova
3. Vulgární slova
4. Dysfemismy

### Vrstva lexikálních jednotek cizích
Internacionalismy jsou jednotky cizího původu, mezi které patří: internacionální frazémy (a jejich kalky), hybridní morfémy a přejaté internacionalismy.

#### Národní slova
1. Slova řeckého původu
2. Slova latinského původu
3. Slova z doby křesťanství
4. Slova ze středověku
5. Slova novověká

#### Slova charakteristická pro místo
1. Místo
2. Osoby
3. Zvířata
4. Rostliny
5. Jevy
6. Předměty
7. Pokrmy
8. Měny

#### Slova uměle vytvořená z kořenů
1. z kořenů řeckých a latinských
2. z kořenů latinských a řeckých
3. z kořenů řeckých

#### Internacionální morfémy
1. Přípony
2. Předpony
3. Kořeny slov
4. Složeniny kořenů

#### Internacionální citová, okřídlená slova a spojení a jejich kalky
1. Citová slova
2. Frazeologizovaná slova
3. Skutečné citáty
4. Okřídlená slova
5. Kalky

## Slovní zásoba češtiny
Slovní zásoba češtiny je převážně slovanského původu. Jako u většiny evropských jazyků řada slov z oblasti kultury a vědy byla převzata z řečtiny a latiny. Vzhledem k těsným historickým kontaktům byla řada slov přejata z němčiny, případně jejím prostřednictvím byla přejata slova z jiných jazyků. Z němčiny pochází řada slov z oblasti řemeslnického názvosloví i slangu, mnoho slov proniklo do nespisovných vrstev jazyka. V období národního obrození byla řada slov programově přejímána ze slovanských jazyků – polštiny, ruštiny aj. Uměle bylo vytvořeno české odborné názvosloví, často doslovným překladem (kalky). Mnohé tyto pojmy se ujaly a jsou běžně používány. Ruština pak obohacovala češtinu zejména v druhé polovině 20. století, zejména z politických důvodů. Z italštiny pochází řada pojmů z oblasti hudby, architektury a módy, z francouzštiny slova týkající se módy. Angličtina původně byla zdrojem sportovních výrazů, v současnosti z ní pocházejí mnohá slova z oblasti výpočetní techniky a mnoha dalších oblastí života. Mnohá slova pocházejí z exotických jazyků, často byla přejata prostřednictvím jiných jazyků.
Přesný počet slov v češtině není možné určit, jelikož se čeština jako živý jazyk neustále vyvíjí. Zatím nejrozsáhlejší Příruční slovník jazyka českého, postupně vydaný v letech 1935–1957, má zhruba 250 000 hesel. Obsahuje i velmi neobvyklá slova, naopak neobsahuje některá slova obecně známá (např. některé vulgarismy). Zaměřuje se totiž na popis spisovné slovní zásoby na základě výtahů z beletrie, časopisů a částečně novin. Slovník spisovného jazyka českého, jehož první vydání vyšlo v letech 1960–1971, druhé vydání v r. 1989, má přibližně 192 000 hesel. Rozsahem nejmenší Slovník spisovné češtiny pro školu a veřejnost (první vydání 1978, druhé, upravené vydání 1994) obsahuje zhruba 48 000 hesel představujících jádro spisovné slovní zásoby.
Slovní zásoba jazyka ovšem nijak nesouvisí s jeho rozvinutostí či „použitelností“ – například slovní zásoba francouzštiny je výrazně menší než česká, protože francouzština hojně používá sousloví, naproti tomu slovní zásoba němčiny je výrazně vyšší kvůli velkému podílu složených slov, které ovšem vyjadřují skutečnost, kterou je možno v jiném jazyce vyjádřit souslovím.